# Плоштіна (Долж)
Плоштіна (рум. Ploștina) — село у повіті Долж в Румунії. Входить до складу комуни Мелінешть.
Село розташоване на відстані 190 км на захід від Бухареста, 25 км на північ від Крайови.

## Населення
За даними перепису населення 2002 року у селі проживали 36 осіб, усі — румуни. Усі жителі села рідною мовою назвали румунську.